# 中文傳媒
中文傳媒，又名華文傳媒，是指中文使用圈（或華文使用圈）範圍內，以中文為主要語言文字的媒體，包括香港、澳門、台灣、中國大陸和東南亞等地方的報紙、雜誌和電視台等大眾傳媒。
中文傳媒的讀者、觀眾對象是華人，或者只懂中文的人。此外，中文媒體的特色主要是針對華人而設，並不少媒體在政治立場上親中，支持並擁護中華人民共和國政府的立場。